# 切斯特勒斯特里特
切斯特勒斯特里特（英語：Chester-le-Street，/ˈtʃɛstəlistriːt/）是英國達勒姆郡的一個集鎮，在羅馬不列顛時代被稱為“Concangis”。切斯特勒斯特里特位於泰恩河畔紐卡斯爾南部7英里（11），桑德蘭西部8英里（13）。在聖卡斯伯特的遺體被搬到達勒姆座堂之前，原藏於此地的聖瑪麗和聖庫斯伯特教區教堂中。切斯特勒斯特里特也是最早的福音書英譯本，即林迪斯法恩福音書的翻譯地。該地的集市在週二、週五和週六開放，